# Jussiê
Jussiê Ferreira Vieira (Nova Venécia, Brasil, 19 de septiembre de 1983), futbolista brasilero. Juega de delantero y su actual equipo es el Bordeaux

## Clubes
| Club                 | País                   | Año       |
| -------------------- | ---------------------- | --------- |
| Cruzeiro EC          | Brasil                 | 2001-2003 |
| Kashiwa Reysol       | Japón                  | 2003      |
| Cruzeiro EC          | Brasil                 | 2004      |
| RC Lens              | Francia                | 2005-2007 |
| Girondins de Burdeos | Francia                | 2007-2013 |
| Al-Wasl (cedido)     | Emiratos Árabes Unidos | 2013      |
| Girondins de Burdeos | Francia                | 2013-     |

## Palmarés

### Campeonatos nacionales
| Título            | Club                 | País    | Año  |
| ----------------- | -------------------- | ------- | ---- |
| Liga de Minas     | Cruzeiro EC          | Brasil  | 2002 |
| Brasileirão       | Cruzeiro EC          | Brasil  | 2003 |
| Liga de Minas     | Cruzeiro EC          | Brasil  | 2003 |
| Liga de Minas     | Cruzeiro EC          | Brasil  | 2004 |
| Coupe de la Ligue | Girondins de Burdeos | Francia | 2007 |

- Datos: Q31760
- Multimedia: Jussiê Ferreira Vieira / Q31760